# Sân khấu Hy Lạp cổ đại

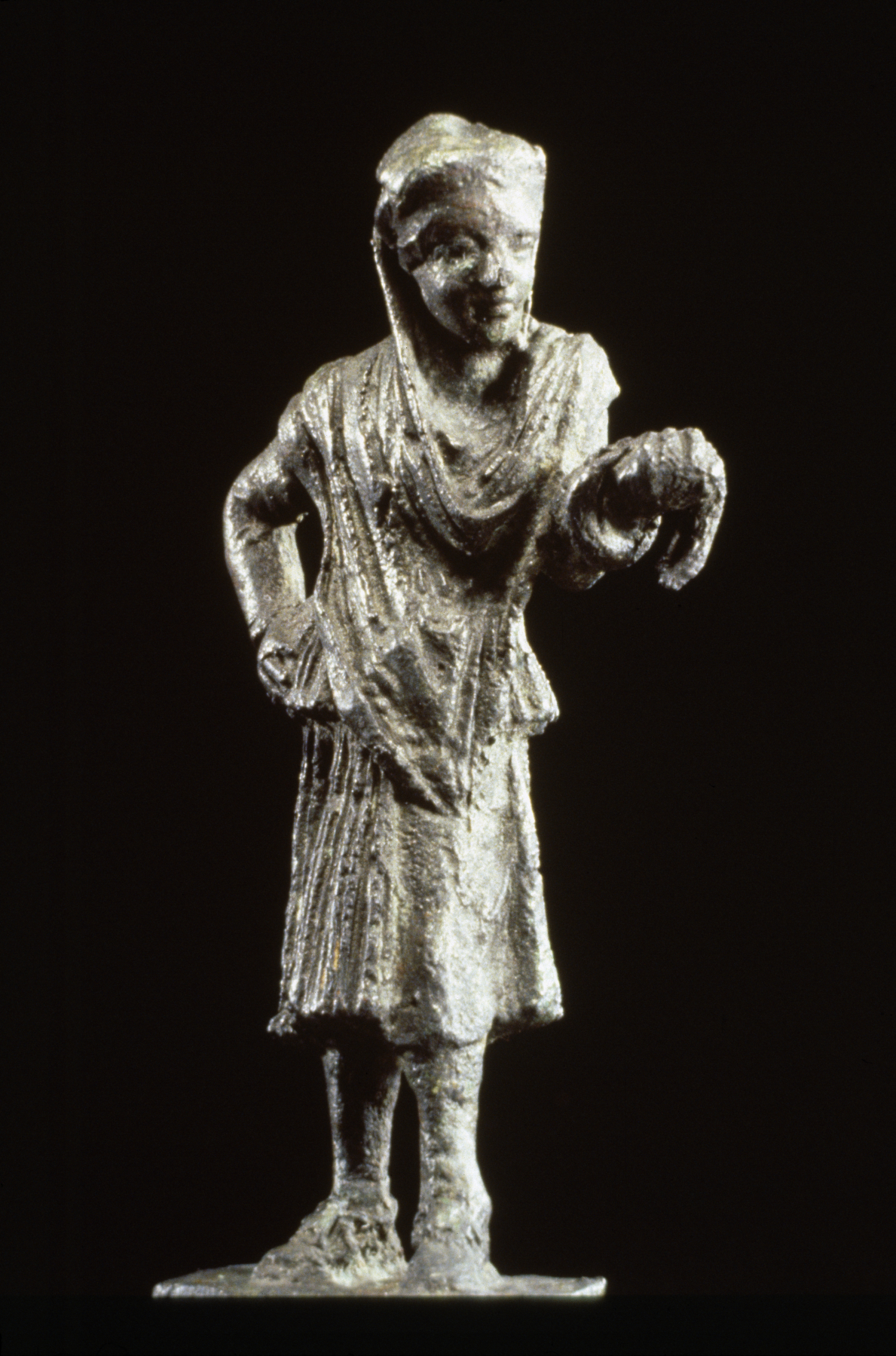
Tượng đồng của một diễn viên Hy Lạp. Mặt nạ nửa mặt trên mắt và mũi xác định nhân vật là một diễn viên. Anh ta đội một chiếc nón lá của một người đàn ông nhưng là quần áo nữ, theo phong tục đàn ông Hy Lạp đóng vai phụ nữ. Những người phụ nữ nô lệ sau đó được đưa vào để đóng những nhân vật nữ phụ và trong hài kịch.150-100 TCN.

Sân khấu Hy Lạp cổ đại là một nền văn hóa sân khấu phát triển ở Hy Lạp cổ đại từ năm 600 trước Công nguyên. Thành bang Athens, nơi trở thành một cường quốc văn hóa, chính trị và quân sự quan trọng trong thời kỳ này, là trung tâm của nó, nơi nó được thể chế hóa như một phần của lễ hội gọi là Dionysia, nơi tôn vinh thần Dionysus. Bi kịch (cuối năm 500 TCN), hài kịch (490 TCN), và kịch satyr là ba thể loại kịch nghệ xuất hiện ở đó. Athens đã xuất khẩu phong cách lễ hội cho nhiều thuộc địa của nó.

## Nguồn gốc

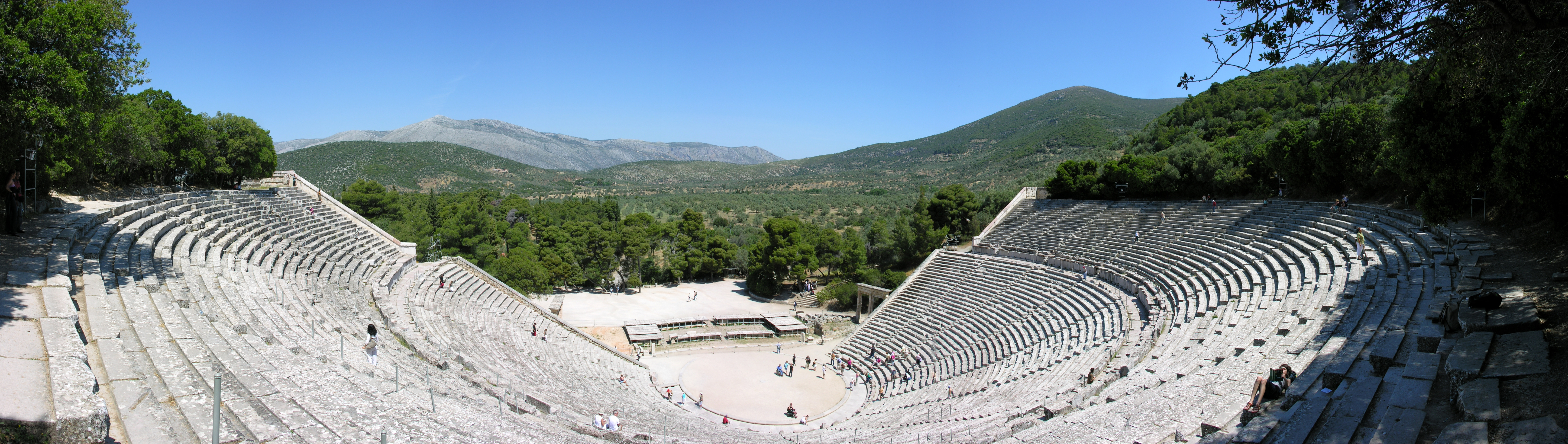
Toàn cảnh nhà hát cổ đại tại Epidaurus.